# فانتوماس رهاشده
فانتوماس رهاشده (به فرانسوی: Fantômas se déchaîne) فیلمی محصول سال ۱۹۶۵ و به کارگردانی آندره اونبل و آرون تازیف است. در این فیلم بازیگرانی همچون ژان ماره، لوئی دوفونس، میلن دمونژو، روبرت دالبان ایفای نقش کرده‌اند.